# Giovanni Bassi
Pour les articles homonymes, voir Bassi.
Giovanni Bassi, né le 21 juillet 1894 à Milan et mort le 25 mai 1942 à Mondovi, est un coureur cycliste italien. 

## Biographie
Principalement professionnel durant les années 1920, il a notamment remporté la dernière étape du Tour d'Italie 1924. Il fut cependant déclassé pour sprint irrégulier et la victoire fut finalement attribué à Alfredo Sivocci.

## Palmarès

### Coureur amateur
- 1912
  - Tour de Lombardie amateurs
  - Coppa d'Inverno
  - 2e de la Coppa del Re
  - 3e du championnat d'Italie sur route amateurs
  - 3e du Tour d'Ombrie

### Coureur professionnel
- 1913
  - Milan-San Pellegrino
- 1921
  - Coppa d'Inverno
  - 2e de Nice-Annot-Nice
  - 6e du Tour de Lombardie
- 1922
  - Milan-Modène

## Résultats sur les grands tours

### Tour d'Italie
3 participations
- 1913 : 31e
- 1922 : 11e
- 1924 : 17e